# Enipo cirrata
Enipo cirrata är en ringmaskart som beskrevs av Treadwell 1925. Enipo cirrata ingår i släktet Enipo och familjen Polynoidae. Inga underarter finns listade i Catalogue of Life.